# Raúl Constantino
Raúl Constantino (bl. 1917–1919) war ein uruguayischer Fußballspieler.

## Karriere
Constantino gehörte von 1917 bis 1919 dem Kader Peñarols in der Primera División an. In dieser Phase wurden die Aurinegros 1918 Uruguayischer Meister. Constantinos Verein gewann in jenem Zeitraum zudem die Copa Albion des Jahres 1917 und 1918 die Copa de Honor, die Copa de Honor Internacional, die Copa Montevideo und die Copa Tortoni.

## Erfolge
- Uruguayischer Meister (1918)
- Copa Albion (1917)
- Copa de Honor (1918)
- Copa de Honor Cousenier (1918)
- Copa Montevideo (1918)
- Copa Tortoni (1918)